# Quantenphasenübergang
In der Physik bedeutet ein Quantenphasenübergang (oder englisch quantum phase transition, QPT) einen Phasenübergang zwischen verschiedenen Quantenphasen, das sind verschiedene „Aggregatzustände“ (analog zu „flüssig“, „fest“; magnetisch, unmagnetisch usw.) am absoluten Temperaturnullpunkt, {\displaystyle T=0} K, wo keine thermischen Fluktuationen auftreten, sondern nur Quantenfluktuationen. Der Quantenphasenübergang beruht auf einer abrupten qualitativ-wesentlichen Änderung des Grundzustandes des vorliegenden Vielteilchensystems durch die Quantenfluktuationen.
Im Unterschied zu den „klassischen“ (thermischen) Phasenübergängen können Quantenphasenübergänge also nur auftreten, wenn am absoluten Temperaturnullpunkt ein nicht temperaturartiger physikalischer Parameter wie der Druck, ein Magnetfeld oder die chemische Zusammensetzung variiert wird.

## Klassifizierung
Man unterscheidet Phasenübergänge „erster“ und „zweiter Ordnung“, je nachdem, ob bereits eine der ersten oder erst eine der zweiten Ableitungen des thermodynamischen Potentials Null ist (gewöhnlich ist ersteres der Fall, am kritischen Punkt handelt es sich jedoch um Phasenübergänge zweiter Ordnung). Auch Quantenphasenübergänge können Phasenübergänge zweiter Ordnung sein, sie ähneln dann dem Übergang von der nichtmagnetischen zur magnetischen Phase eines ferromagnetischen Systems bei Unterschreiten der Curie-Temperatur. (Hier dagegen ist man stets bei {\displaystyle T=0}.)
Es ist auch sonst zweckmäßig, Quantenphasenübergänge und klassische Phasenübergänge (auch „thermische Phasenübergänge“ genannt) gegenüberzustellen. Ein „klassischer Phasenübergang“ beschreibt eine scharfe qualitativ-wesentliche Änderung der thermischen Systemeigenschaften. Er signalisiert eine Umorganisation der Teilchen (oder ihrer charakteristischen Eigenschaften). Ein typisches Beispiel für einen klassischen Phasenübergang ist das Gefrieren, das (nicht nur bei Wasser!) den Übergang vom flüssigen zum festen Aggregatzustand beschreibt. Klassische Phasenübergänge beruhen auf dem Widerstreit zwischen der Energie des Systems und der Entropie seiner thermischen Fluktuationen. Bei einem klassischen System verschwindet die Entropie am absoluten Nullpunkt; deshalb kann klassisch kein Phasenübergang bei {\displaystyle T=0} auftreten.
Kontinuierliche Übergänge (dazu gehören die „von zweiter Ordnung“) überführen eine „geordnete Phase“ in eine „ungeordnete“, wobei der Ordnungszustand quantitativ durch einen Ordnungsparameter beschrieben wird (er ist Null in der ungeordneten Phase und steigt bei Unterschreiten des Übergangsparameters stetig auf positive Werte an). Für den oben erwähnten ferromagnetischen Phasenübergang würde der Ordnungsparameter der inneren Magnetisierung des Systems entsprechen. Aber obwohl der Ordnungsparameter selbst (ein thermischer Mittelwert) in der ungeordneten Phase null ist, gilt das nicht für seine Fluktuationen, die in der Nähe des kritischen Punktes unendliche Reichweite bekommen. Diese hängt mit der Korrelationslänge {\displaystyle \xi } zusammen, und typische Fluktuationen zerfallen mit einer charakteristischen Korrelationszeit {\displaystyle \tau _{\text{c}}}:
{\displaystyle {\begin{aligned}\xi &\propto |\epsilon |^{-\nu }\\\tau _{\text{c}}\propto \xi ^{z}&\propto |\epsilon |^{-\nu z}\end{aligned}}}
mit
- den kritischen Exponenten {\displaystyle \nu } und {\displaystyle z}
- der Relativabweichung {\displaystyle \epsilon } der Temperatur vom kritischen Wert:

{\displaystyle \epsilon ={\frac {|T-T_{\text{c}}|}{T_{\text{c}}}}}.
Das kritische Verhalten thermischer Phasenübergänge wird voll von der klassischen Physik beschrieben, auch wenn es z. B. bei der Supraleitung um ein makroskopisches Quantenphänomen geht.

Das Phasendiagramm eines Quantenphasenübergangs

Bei endlicher Temperatur {\displaystyle T>0} liegen die Quantenfluktuationen und die thermischen Fluktuationen miteinander im Wettstreit. Die jeweiligen Energieskalen sind
- {\displaystyle E\propto \hbar \omega } für die Quantenfluktuationen

mit der reduzierten Planck-Konstante {\displaystyle \hbar }
- {\displaystyle E\propto k_{\text{B}}T} für die thermischen Fluktuationen

mit der Boltzmann-Konstanten {\displaystyle k_{\text{B}}}.
Für {\displaystyle \hbar \omega \gg k_{\mathrm {B} }T} dominieren Quantenfluktuationen das Systemverhalten, aber für das „scaling“ entlang einer Achse durch den kritischen Punkt QCP ist der jeweilige senkrechte Abstand  von dieser Achse maßgeblich; das Skalenverhalten wird erst verletzt, wenn z. B. {\displaystyle \hbar \delta \omega } mit {\displaystyle k_{\mathrm {B} }T} vergleichbar ist. Das ergibt einen spitz zulaufenden, zunehmend breiteren quantenkritischen Skalenbereich um die {\displaystyle y}-Achse durch QCP.
Der Betrag von {\displaystyle \omega } kann als charakteristische Frequenz einer Quanten-Oszillation angesehen werden und ist umgekehrt proportional zur Korrelationszeit:
{\displaystyle |\omega |={\frac {A}{\tau _{\text{c}}}}}
Infolgedessen sollte es möglich sein, Spuren eines Quantenübergangs auch noch bei endlichen Temperaturen zu sehen. Diese Spuren können sich in unkonventionellem physikalischen Verhalten zeigen, z. B. in Quantenflüssigkeiten, die vom gewohnten Fermi-Verhalten abweichen.
Man erwartet also ein Phasendiagramm wie in der nebenstehenden Skizze. Dabei sind die Grenzlinien außerhalb des geordneten Zustandes für {\displaystyle T>0} nur unscharf als sog. „crossover lines“ definiert. Der Sichtbarkeitsbereich des Quantenverhaltens ist auf jeden Fall ziemlich groß.

## Systeme
Besonderheiten, die zu Quantenphasenübergängen führen, treten vorzugsweise bei eindimensionalen Systemen auf, zumal sie vielfältige Abbildungen erlauben. Dementsprechend werden solche Systeme, z. B. Spinketten und ‑leitern, aber auch das sog. Spin-Eis, vorrangig untersucht.